# Calathea louisae
Calathea louisae là một loài thực vật có hoa trong họ Marantaceae. Loài này được Gagnep. mô tả khoa học đầu tiên năm 1908.